# Братья Комаровы
«Бра́тья Комаро́вы» — советский художественный фильм по рассказам Юрия Нагибина «Комаров», «Старая черепаха» и «Бешеный бык», снятый в 1961 году на киностудии «Ленфильм».

## Сюжет
Отец Комаров отправляет троих сыновей на летний отдых в разные места. Далее фильм показывает три истории, повествующие о приключениях, которые произошли в жизни каждого мальчика, поскольку у каждого из них произошло важное в жизни открытие.
Первый сюжет показывает Комарова-младшего, который выехал с детским садом на море. Воспитательница Нина Павловна называет мальчика исключительно по фамилии, считая его хулиганом. На самом деле он просто любознательный. Улучив момент, мальчик покидает территорию детской дачи. Он встречает множество разных животных, с которыми пытается подружиться. Его находят на берегу моря. В этот день Комаров-младший делает важное в своей жизни открытие: весь мир принадлежит ему, сыну человеческому.
Второй сюжет рассказывает о среднем брате, Васе Комарове, который видит в зоомагазине двух маленьких резвых черепашек, но мать отказывается их купить, потому что у мальчика уже есть черепаха — старая медлительная Машка. Васе так понравились черепашата, что он решает продать свою старую черепаху, чтобы купить их на вырученные деньги. Машку покупает матрос-кочегар для своего сына. Мама не одобряет поступок Васи. Ночью мальчик долго думает и понимает, что поступил неправильно. Не дожидаясь утра, он бежит через весь город за Машкой, не побоявшись дождя, темноты и сторожевой собаки. Открытие, которое он делает для себя: «мы в ответе за тех, кого приручили».
В третьем сюжете старший брат Петя Комаров отдыхает летом в деревне. Ночью, у костра, девочка Галя рассказывает историю о чудесном коне, который белее дня, поэтому его никто не видит. Только человек, которого он полюбит, сможет его расколдовать. Утром ребята бегут слушать эхо, и вдруг, на кладбище, встречают белого коня. Испугавшись, Петя убегает, а когда возвращается, видит, что Галя повредила ногу. Чтобы помочь ей, Петя вынужден побороть страх и приручить чужого коня. Добравшись до деревни, дети хотят оставить коня себе, но появляется хозяин, от которого сбежал конь. Открытие Пети Комарова: сказка может быть на самом деле, потому что жизнь — и есть сказка.
Фильм заканчивается сценой встречи: семья Комаровых в полном составе едет в автобусе.

## В ролях
- Володя Мареев — Комаров-младший
- Боря Бархатов — Вася Комаров
- Серёжа Рожновский — Петя Комаров
- Марина Орданская — девочка Галя
- Инна Макарова — мама Комарова
- Виктор Хохряков — папа Комаров
- Вера Титова — воспитательница Нина Павловна
- Игнат Лейрер — матрос-кочегар

## Съёмочная группа
- Автор сценария — Юрий Нагибин
- Режиссёр — Анатолий Вехотко
- Оператор-постановщик — Владимир Чумак
- Художник-постановщик — Борис Бурмистров
- Композитор — Исаак Шварц

Спустя 14 лет, в 1975 году, на киностудии «Союзмультфильм» по первому сюжету о младшем брате был снят мультфильм «Комаров».